# Proleucinodes xylopastalis
Proleucinodes xylopastalis là một loài bướm đêm trong họ Crambidae.